# 仙台うみの杜水族館
仙台うみの杜水族館（せんだいうみのもりすいぞくかん）は、宮城県仙台市宮城野区の高砂中央公園に所在する水族館である。かつて宮城県宮城郡松島町に存在したマリンピア松島水族館の後継館として2015年（平成27年）にオープンした。仙台水族館開発が施設を所有し、横浜八景島が運営主体を担う。水族館の公式キャラクターはペンギンのモーリーである。

## 沿革
仙台市における水族館建設計画が具体化した時期は平成20年代だった。2010年（平成22年）1月、松島にあったマリンピア松島水族館の仙台市への移転計画に際し、仙台市がこれに出資することを決定した。しかし同年2月、運営会社である仙台急行が資金調達の目途が立たなくなったことにより、仙台市の出資計画は取り止めとなり、水族館の移転も立ち消えた。
2011年（平成23年）の東日本大震災を挟み、水族館の建設計画が具体的に動き出したのは2013年（平成25年）だった。この年の2月、三井物産、横浜八景島、カメイ、ユアテック、河北新報社、仙台三越の6社が（仮称）仙台水族館の設置へ向けて共同出資し、これにより仙台水族館開発株式会社が設立された。これを受けて、仙台市は同年3月に水族館建設予定地を仙台港背後地交流推進特区として申請し、4月に復興庁がこの特区申請を認定した。8月に仙台水族館開発が施設概要を公表し、9月には国土交通省がこの事業を民間都市再生事業計画に認定した。仙台市は11月に高砂中央公園の基本計画を策定し、12月2日に水族館の設置を許可、同月4日に水族館の建設が着工された。
2014年（平成26年）10月に水族館の正式名称が「仙台うみの杜水族館」に決定し、ロゴマークの公表も行われた。また、開業時期が予定より遅い2015年（平成27年）7月にずれ込む事も発表された。
2015年（平成27年）5月10日にマリンピア松島水族館が閉館し、飼育員や生物は仙台うみの杜水族館へ順次、移動した。5月16日にはオープン前に入館できる特典（プレミアムプレビュー）付きの年間パスポートの販売が1万枚限定で始まった。しかし、公式ウェブサイトへのアクセスが集中したことによりシステムに不具合が生じ、販売は中止され、最大で135件分の個人情報が漏洩した。6月16日、販売システムをローソンチケットに移行した上で、抽選方式によって1000枚分の年間パスポートの販売が行われた。
6月23日に企業関係者向けの内覧会が実施され、27日と28日に年間パスポート購入者を対象としたプレミアムプレビューが開催された。そして7月1日にうみの杜水族館は開業を迎えた。7月15日よりインターネットによる入場券の販売が開始され、8月5日には年間パスポートのインターネット販売が再開された。
開業後1ヶ月の入館者数は約22万7800人で。うち、年間パスポート利用者は述べ約8万人だった。11月16日には入館者数が100万人を突破した。2019年（令和元年）7月には入館者数が500万人を突破した。

## 飼育生物

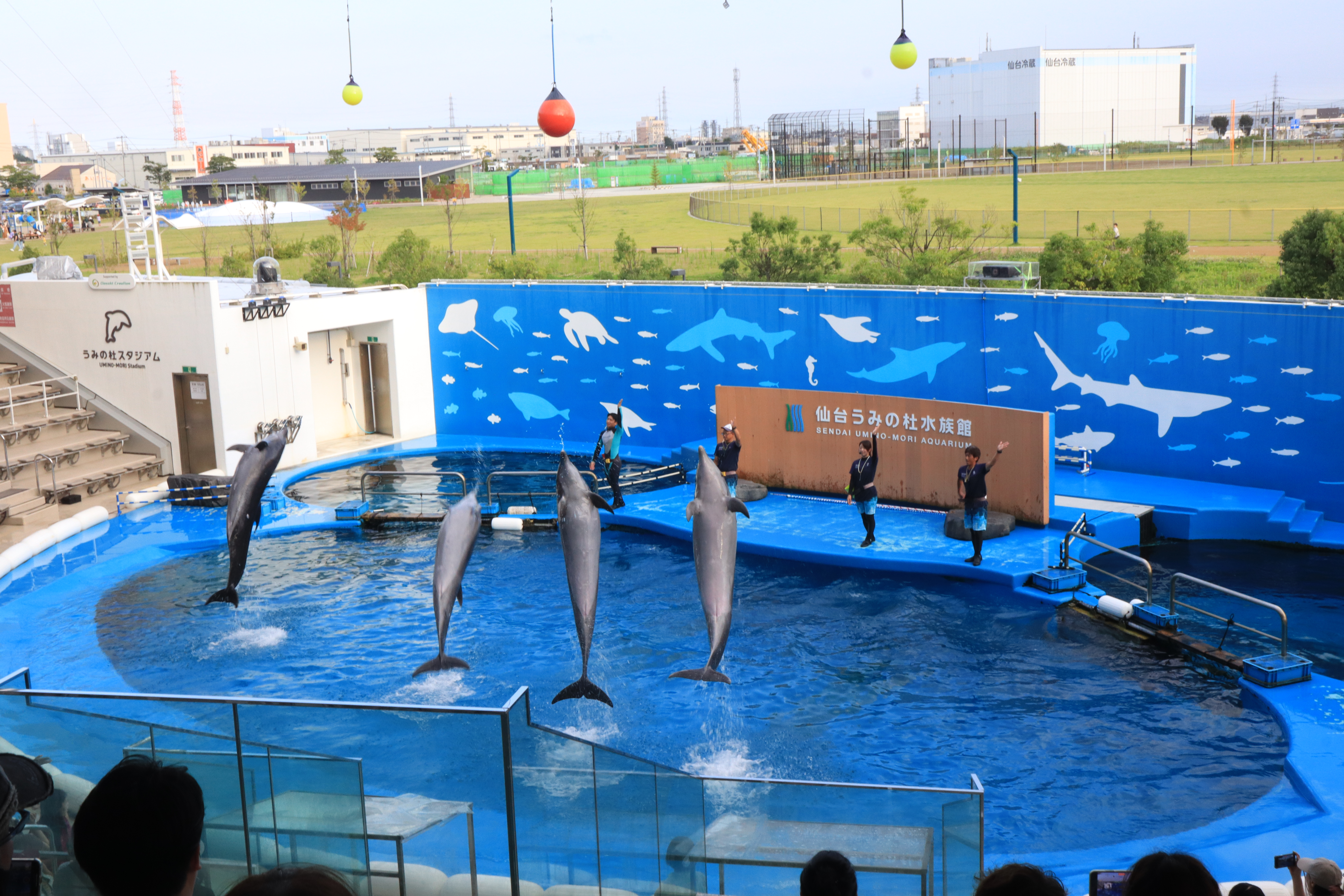
うみの杜スタジアムのイルカショー。

開業時点での展示生物は約300種類・5万匹で、うち7000匹は閉館したマリンピア松島水族館から引き継いだものである。また、マリンピア松島水族館の飼育員やトレーナーなどの従業員の多くもうみの杜水族館へ移籍している。
館内の展示施設はいくつかの区画に分かれている。それぞれ「日本のうみ」、「世界のうみ」、「うみの杜ビーチ」である。「日本のうみ」では三陸地方の海の生物や、干潟の生物、深海の生物、希少生物などが展示されている。大水槽の「いのちきらめくうみ」は三陸沖の海を再現した、幅13メートル・高さ6.5メートル・水深7.5メートル・水量990トンの水槽で、屋根のない自然に近い環境の中、50種類約2万5000匹の生物が展示されている。
「世界のうみ」では世界各地に生息する水生生物が展示されている。バイカルアザラシやチョウザメ、イロワケイルカ、アオウミガメ、テッポウウオ、チンアナゴなどが飼育されている。
「うみの杜ビーチ」はケープペンギンが多く生息する南アフリカ共和国のボルダーズビーチを参考に造られた展示施設である。ケープペンギン、フンボルトペンギン、オウサマペンギン、ミナミイワトビペンギン、ジェンツーペンギンが飼育されている。
館内には約1000人の観客を収容可能なショープール「うみの杜スタジアム」がある。ここではイルカとアシカと鳥類によるパフォーマンスが披露される。客席とプールの間に仕切りとなるアクリル板は設けておらず、観客は臨場感を味わうことができる。また、半屋外の場所である「海獣ひろば」にはオタリアやフンボルトペンギンが展示室から出てくる。

### ヨシキリザメ
この水族館は三陸の魚であるヨシキリザメの飼育に力を入れている。かまぼこやフカヒレの原料として宮城県ではなじみのあるヨシキリザメだが、環境の変化によるストレスに弱く、飼育は難しいとされる。開業直前に飼育していた2匹が死んでしまうなど、2015年末までに16匹を捕獲したが、いずれも死んでいる。2017年2月21日、同館が持つこれまでの最長飼育記録を更新。同年3月1日までの飼育に成功し、最長記録となる252日という記録を打ち立てた。2019年4月5日にはさらにこれまでの最長記録を更新。7月26日には365日に達していた。本個体は2020年12月15日に死亡したが最終的に飼育記録は873日となり同館の持つ飼育記録を大幅更新した。

## 施設
三井物産を中心に、水族館運営ノウハウを持つ横浜八景島、地元企業のカメイ、ユアテック、河北新報社、仙台三越の6社が共同出資し、特定目的会社の仙台水族館開発を設立した。これが仙台市から土地を賃借し、約65億円 をかけて水族館を建設した。水族館の建物は2階建、延床面積9989平方メートル。設計者は大建設計、施工者は大成建設・橋本店JV。館内に設置される水槽は約100基。建物は緊急時の避難施設として認定されており、1500人を収容できる。エームサービスがレストラン及びミュージアムショップの運営を行う。

## 交通・料金

### 公共交通機関
鉄道
- 東日本旅客鉄道（JR東日本）仙石線
  - 中野栄駅より徒歩約17分
  - 陸前高砂駅より徒歩約21分

バス

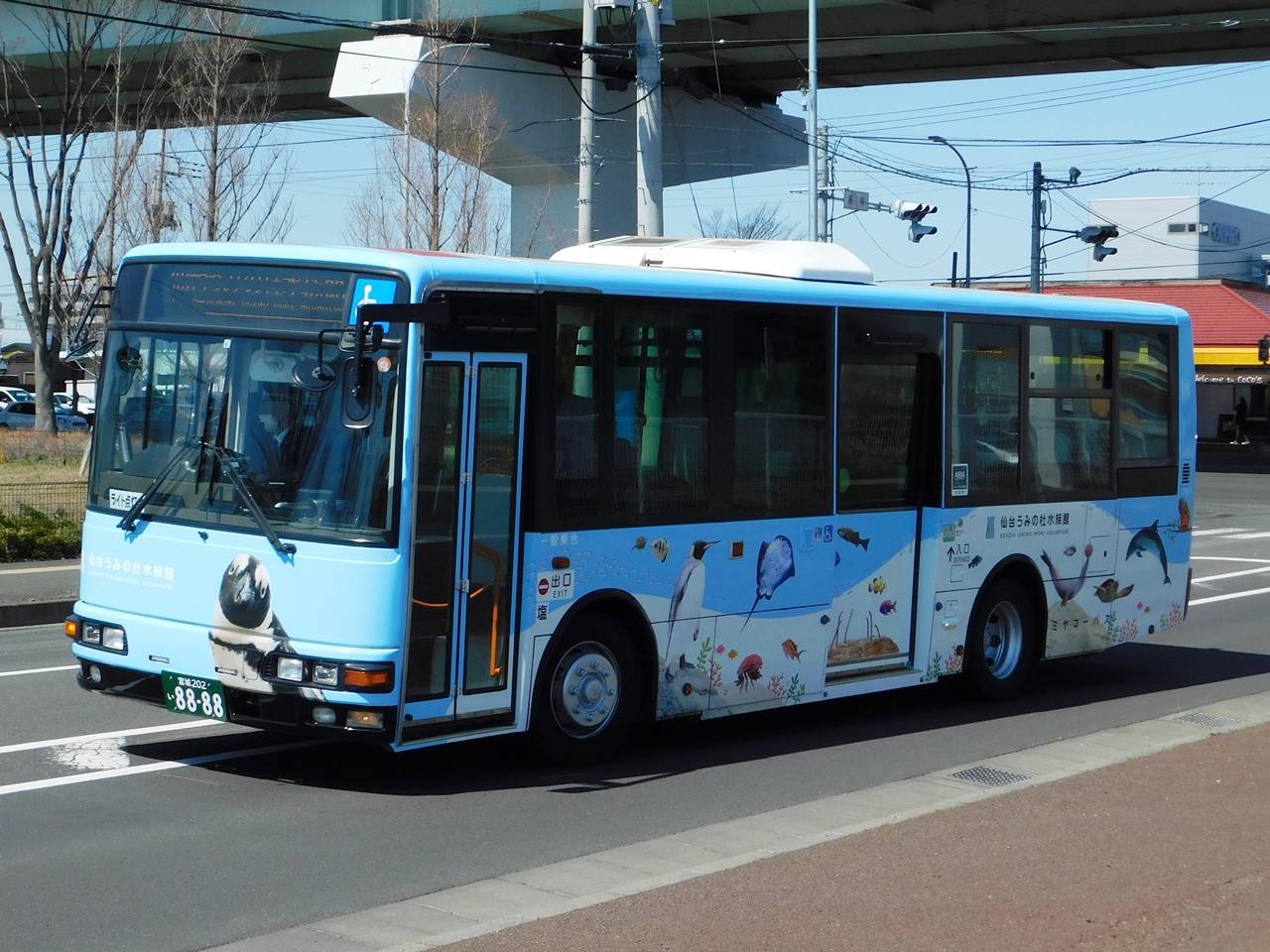
中野栄駅と水族館を結ぶシャトルバス（2022年4月1日 - ）に充当される車両

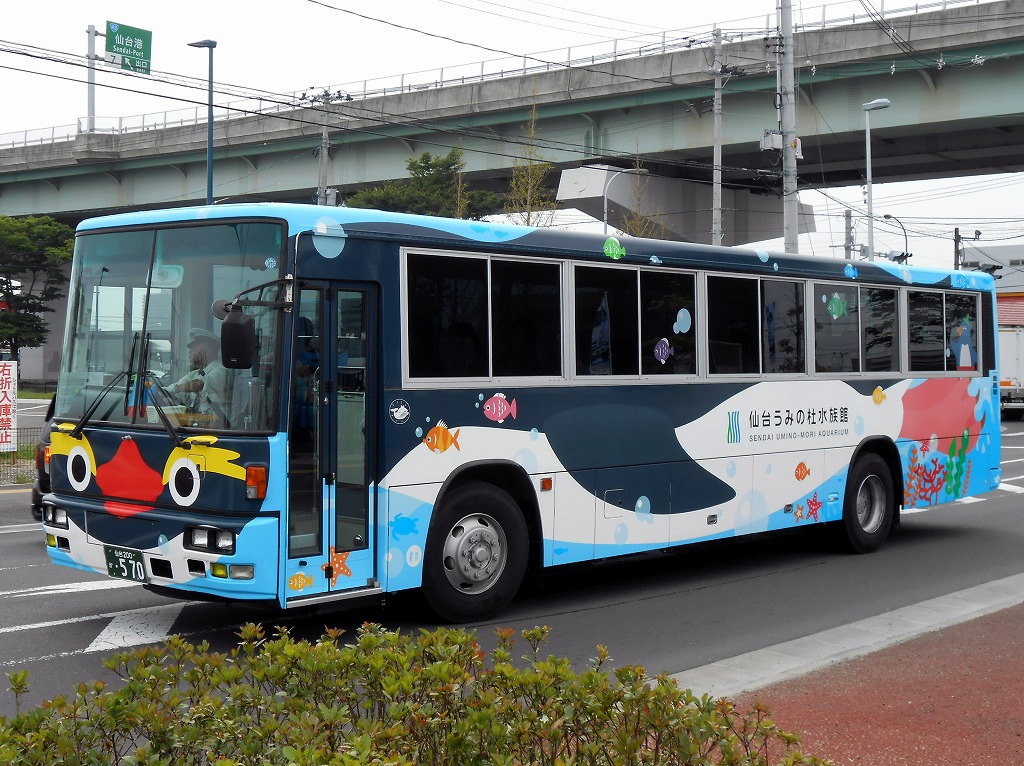
2022年3月まで運行していた中野栄駅と水族館を結ぶ無料シャトルバス

- JR仙石線 中野栄駅よりシャトルバスを運行（2022年4月1日よりミヤコーバスが運行。有料[48]）
- うみの杜水族館前バス停（いすゞ自動車東北㈱仙台SS前に設置）[49]
  - ミヤコーバス：【荒井多賀城線】仙台市地下鉄東西線 荒井駅方面・JR仙石線 多賀城駅方面（土休日のみ運行）
  - 岩手県北自動車：仙台空港・松島方面、盛岡駅方面（アーバン号、土休日のみ運行）
- 誓渡寺前バス停下車 徒歩9分 (790m)
  - 仙台市営バス：【205系統】交通局東北大学病院前 - 仙台駅前 - 誓渡寺前 - 高砂市営住宅西
  - 宮城交通：【仙台港線】仙台駅前 - 誓渡寺前 - 仙台港フェリーターミナル（水族館を通らず、中野栄駅は経由する）

### 自動車
- 仙台東部道路 仙台港ICに隣接

駐車場台数 : 800台

### 営業時間
- 通常 : 9:00 - 18:00[50]
  - 夏季 : - 18:30[29]
  - 冬季 : 10:00- 17:00[29]

### 入場料
- 大人 : 2,400円
- シニア（65歳以上） : 1,800円
- 中高生 : 1,700円
- 小学生 : 1,200円
- 幼児（4歳以上） : 700円

団体（１５名様以上）
- 大人 : 1,980円
- シニア（65歳以上） : 1,440円
- 中高生 : 1,400円
- 小学生 : 990円
- 幼児（4歳以上） : 540円

年間パスポートは、入場料の２倍。